# Гёнци, Лайош
Лайош Гёнци (венг. Gönczy Lajos; 24 февраля 1881, Сегед — 4 декабря 1915, Сан-Микеле) — венгерский легкоатлет, бронзовый призёр летних Олимпийских игр 1900.
Гёнци соревновался в прыжке в высоту. На Играх 1900 он занял третье место с результатом 1,78, выиграв серебряную медаль. На Играх 1904 он занял четвёртое место в прыжке в высоту, и пятое в прыжке в высоту с места. На неофициальных летних Олимпийских играх 1906 он занял второе место.